# Charles Fambrough
Charles Fambrough (25 de agosto de 1950 - 1 de janeiro de 2011) foi um baixista e compositor de jazz norte-americano.